# 30 St Mary Axe
El 30 St Mary Axe (conegut popularment com The Gherkin -literalment "el cogombret"- i prèviament com el Swiss Re Building) és un gratacels comercial del districte financer de Londres: la City. Es va acabar de construir el desembre del 2003 i es va obrir l'abril del 2004. Amb 41 pisos i 180 metres d'alçada ocupa el lloc on hi havia la Baltic Exchange, que va ser danyada el 1992 per l'explosió d'una bomba col·locada per l'IRA a St Mary Axe, el carrer del qual l'edifici pren el nom.
Després de descartar la idea de construir la Millenium Tower (de 92 pisos d'alçada), es va encarregar el disseny de l'edifici a Norman Foster i a Arup Group i la construcció va anar a càrrec de Skanska. De seguida l'edifici va esdevenir un símbol de Londres i és un dels exemples més destacats d'arquitectura contemporània de la ciutat.

## Lloc i plans inicials
L'edifici es troba al lloc de l'antiga Borsa del Bàltic (24–28 St Mary Axe), que va ser la seu d'un mercat global per a contractes de transport de mercaderies i productes bàsics, i la Cambra d'enviaments (30–32 St Mary Axe). La cúpula panoràmica més alta de la torre, coneguda com la "lent", recorda l'emblemàtica cúpula de vidre que cobria part de la planta baixa del Baltic Exchange i gran part de la qual ara es mostra al Museu Marítim Nacional. El sobrenom de Gherkin es va aplicar a l'edifici actual almenys des de 1999, fent referència a la disposició i l'aspecte molt poc ortodoxes del pla.
Aleshores, English Heritage va descobrir que els danys eren molt més greus del que es pensava inicialment, i van deixar d'insistir en la restauració completa, encara que per objeccions dels conservacionistes de l'arquitectura. La Borsa del Bàltic i la Cambra d'Enviament van vendre el terreny a Trafalgar House el 1995. La majoria de les estructures restants al lloc de la Borsa del Bàltic es van desmantellar amb cura, i es van conservar l'interior del Saló de canvi i la façana. esperant una reconstrucció de l'edifici en el futur. El material recuperat es va vendre finalment per 800.000 lliures esterlines i es va traslladar a Tallinn, Estònia, on espera la reconstrucció com a peça central del sector comercial de la ciutat.

## Disseny i construcció
L'edifici va ser construït per Skanska, acabat el desembre de 2003 i inaugurat el 28 d'abril de 2004. L'ocupant principal de l'edifici és Swiss Re, una companyia global de reassegurances, que va fer que l'edifici fos la seu central per a les seves operacions al Regne Unit. Per tant, de vegades la torre es coneix com l'Edifici Swiss Re, tot i que aquest nom mai ha estat oficial i mai va ser d'ús popular, a diferència del sobrenom de Gherkin.

## Després de completar

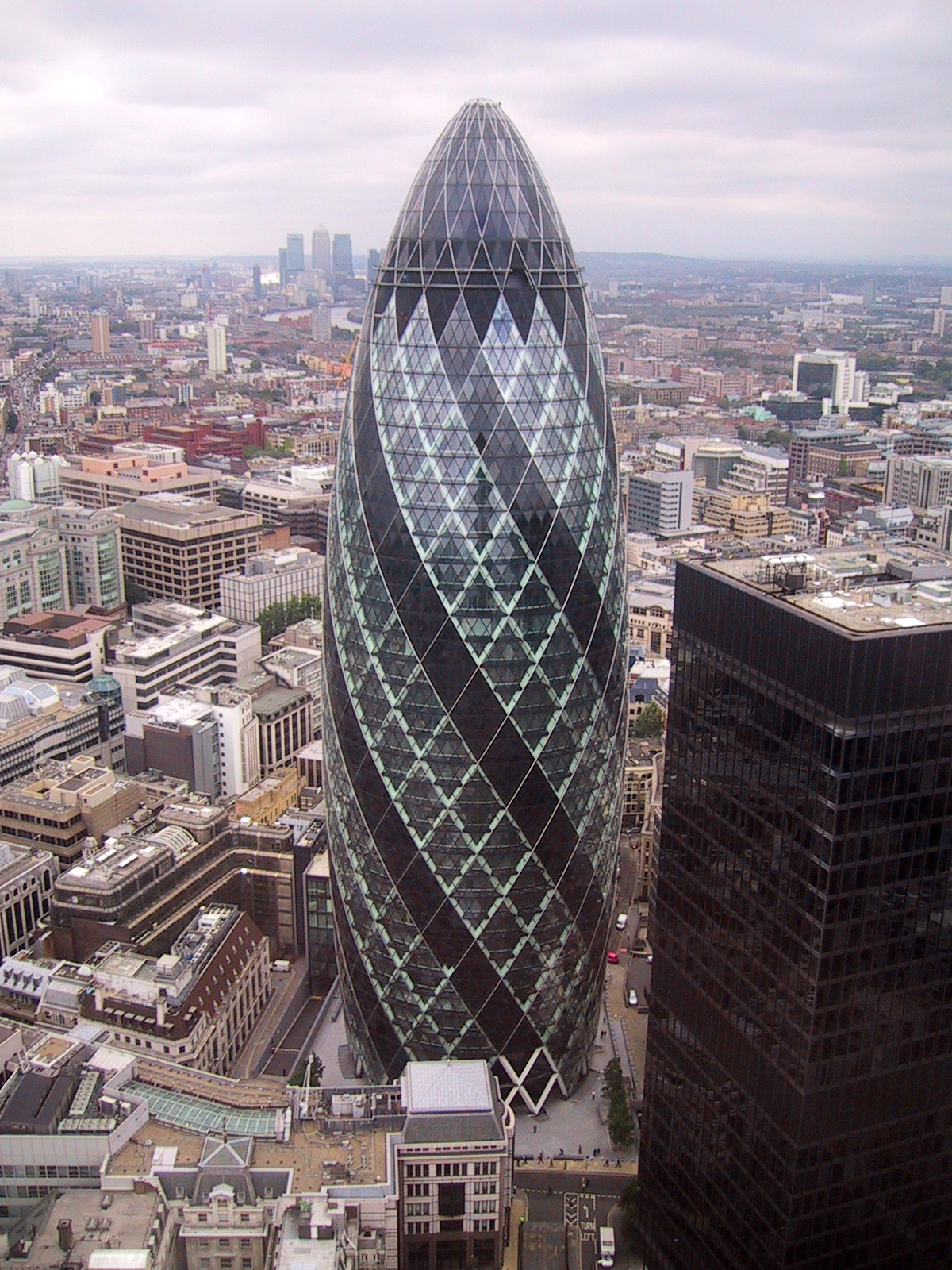
Vista aèria que mostra l'estructura completa.

L'abril de 2005, un panell de vidre a dos terços de la torre va caure a la plaça de sota. La plaça va quedar tancada, però l'edifici va romandre obert. Per protegir els visitants es va aixecar una passarel·la coberta temporal, que s'estén per la plaça fins a la recepció de l'edifici. Els enginyers van examinar els altres 744 panells de vidre de l'edifici. El cost de la reparació va ser cobert pel contractista principal Skanska i el proveïdor de murs cortina Schmidlin (ara anomenat Schmidlin-TSK AG). El sistema de ventilació a terra oberta no va funcionar com es va dissenyar perquè els inquilins van afegir particions de vidre per augmentar la seguretat.

## Arrendataris
El gener de 2015, els ocupants actuals de l'edifici inclouen els següents:
- Standard Life
- Regus
- ION Trading
- Kirkland & Ellis
- Hunton & Williams
- Falcon Group
- Swiss Re
- Lab49
- Algotechs
- Webscaparate UK

A més, els comerços i restaurants funcionen des del lloc, com The Sterling i Bridge's Newsagent.